# 阿布羅略斯海洋國家公園
17°58′16″S 38°42′00″W / 17.971°S 38.700°W

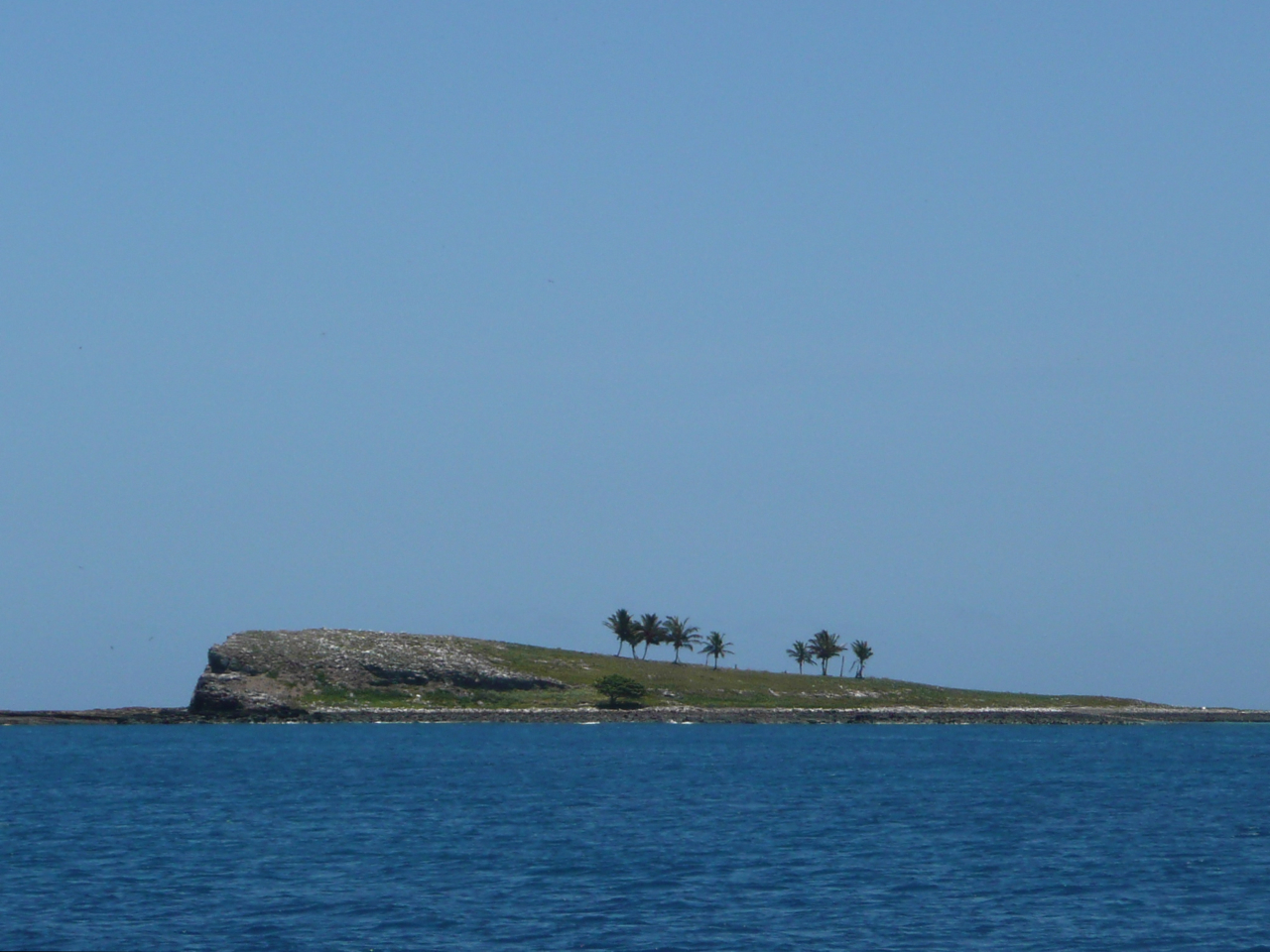

阿布羅略斯海洋國家公園（葡萄牙語：Parque Nacional Marinho dos Abrolhos）是巴西的國家公園，位於該國東南部巴伊亞州，成立於1983年4月6日，佔地8.8萬公頃。